# Josef Hejnic
Josef Hejnic (20. října 1924, Praha – 21. června 2019) byl český klasický filolog, překladatel a historik raného novověku.
Působil v Kabinetu pro studia řecká, římská a latinská ČSAV. Věnoval se zejména výzkumu latinské humanistické literatury v českých zemích.
Spolu s Janem Martínkem připravil k vydání monumentální šestisvazkovou Rukověť humanistického básnictví v Čechách a na Moravě (Enchiridion renatae poesis Latinae in Bohemia et Moravia cultae) (1966–2011).